# ریکشا ران
ریکشا ران (انگلیسی: Rickshaw Man) فیلمی به کارگردانی هیروشی ایناگاکی است که در سال ۱۹۵۸ منتشر شد. از بازیگران آن می‌توان به توشیرو میفونه، هیدکو تاکامینه، سیجی میاگوچی و چیشو ریو اشاره کرد.
این فیلم توانست جایزهٔ شیر طلایی جشنواره فیلم ونیز را از آنِ خود کند.